# Anton Malevski
Anton Malevski, né en 1967, était le chef de la Izmaïlovskaïa Bratva (mafia moscovite), liée à certains segments des services secrets russes. Il fut poursuivi en 1993 pour détention illégale d'armes et s'expatria avec de faux documents en Israël où il fut accueilli par son vieil ami Mikhaïl Tchernoï dit "Micha". Dans le contexte des guerres de l'aluminium, il devint le "bras armé" du groupe Tchernoï.
Malevski fut deux fois l'objet d'un mandat d'arrêt international émis par la Russie, puis fut innocenté par le ministre de l'intérieur russe Vladimir Rouchaïlo. En novembre 2001, le chef criminel d'Izmaïlovo a trouvé la mort, lors d'un saut en parachute en Afrique du Sud. Certains doutent de la réalité de ce décès. Son frère Andreï gère ses affaires en Russie.